# 鬼界破火山口

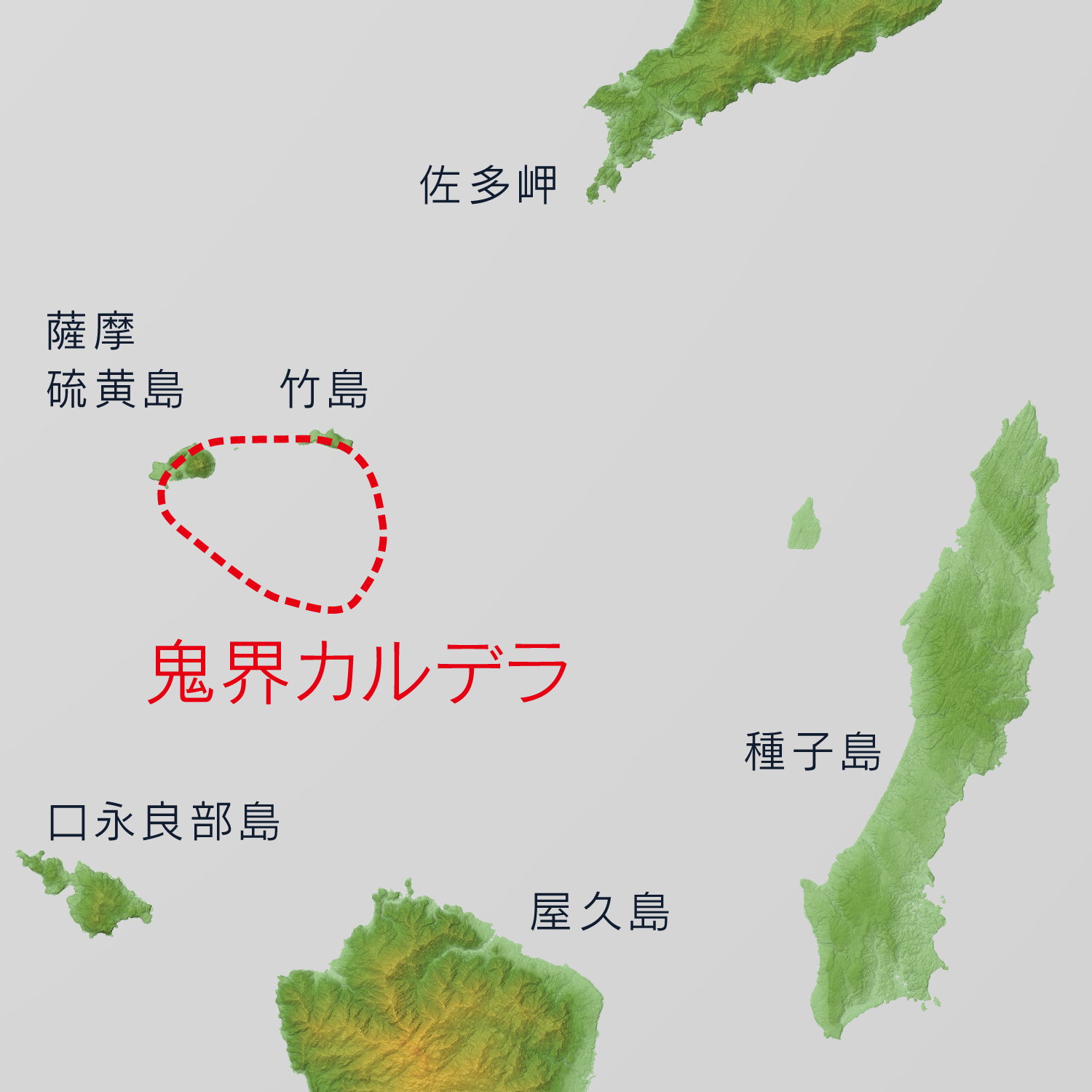
鬼界破火山口的位置

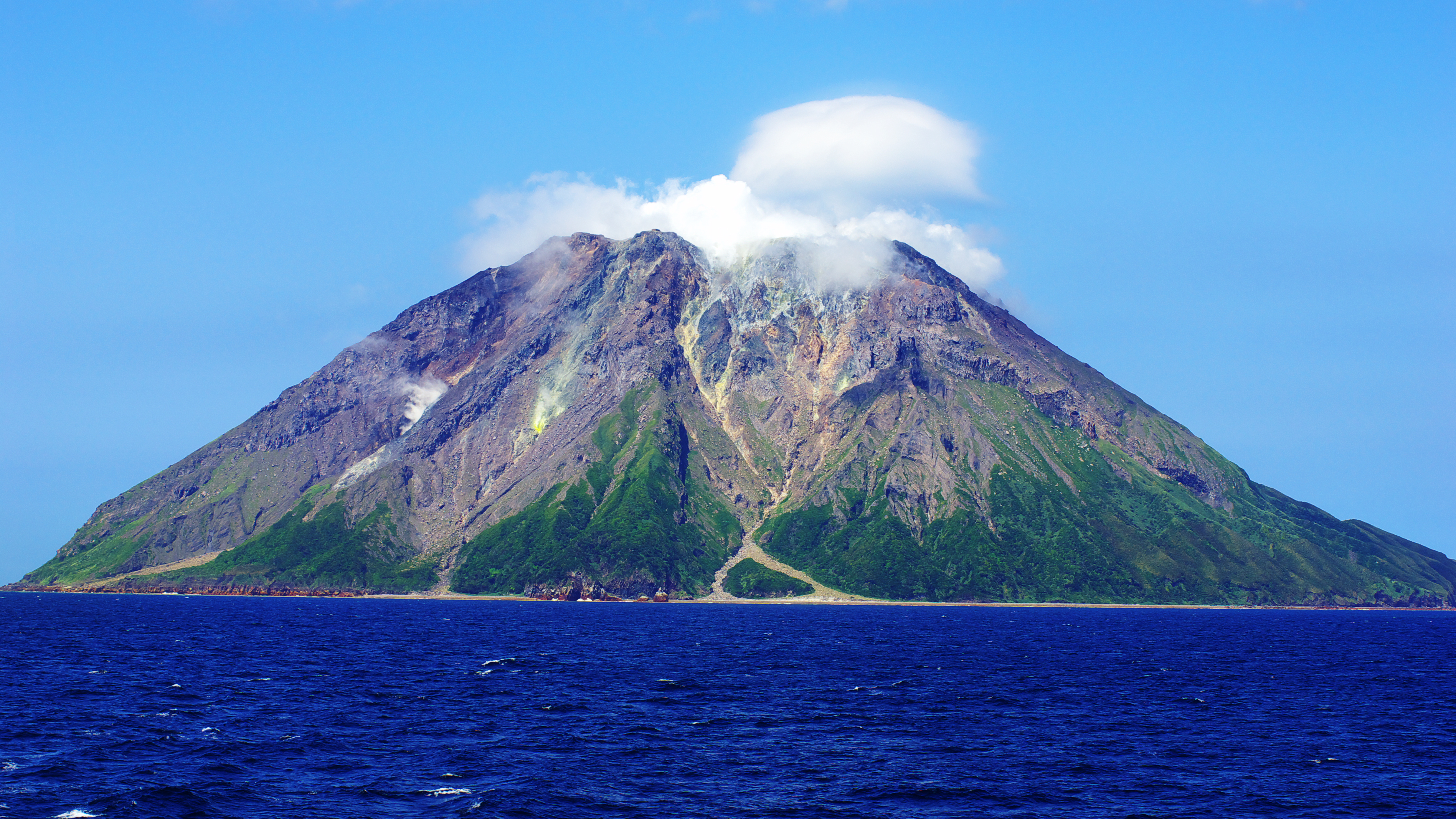
薩摩硫黄島硫黄岳

鬼界破火山口（日语：鬼界カルデラ）位於薩摩半島以南約50公里處的大隅海峽，是一处破火山口、海底火山，直径约20km。附近的薩摩硫黄島被指定為A級活火山。薩南群島北部的薩摩硫黄岛、竹岛相当于其北部外轮山。破火山口中央海底有着由单一火山口形成的世界最大级規模的火山穹丘。穹丘現在仍在喷出火山气体气泡，可以推测地下存在岩浆房。薩摩硫黄島被指定为A级活火山。
鬼界破火山口曾发生过多次超大规模的喷发，其中约7300年前的大规模喷发，是近1万年内世界最大规模的喷发。此次喷发的火山碎屑流到达九州，那里的绳纹文化可能因此毁灭。近年有研究报告，在屋久島、口永良部島、大分县、德岛县等地，都发现有随喷发而发生的海啸的痕迹。

## 地形
破火山口呈東西約21 km、南北約 18km的椭圆形，有两重，内側的破火山口是約7300年前喷发形成的，外側的破火山口在此之前形成的。破火山口底部水深400-500m。海底海底火山众多，地形起伏明显。竹島、硫黄島作为破火山口的外轮山浮出海面。硫黄島的硫黄岳、稲村岳、以及昭和硫黄島为后破火山口火山,外輪山的矢筈岳、硫黄島西部的平坦地带为先破火山口火山。硫黄島东南方向的中心部付近海底较高，推测是後破火山口火山活動形成的中央火口丘。其中一处浅滩高于海平面，由三个岩礁组成。神户大学等研究团队于2016年至2017年进行了海底調査，确认了直径約10km、高約600m、体積約40km3的火山穹丘。

## 主要历代喷出物
- 約96万年前
  - 安房火山噴發碎屑（Anbo）[6]
- 約63万年前

幸屋火山碎屑流（紫）和K-Ah火山灰（黄）的分布。在九州南部、東部、四國、本州瀨戶內地方以及和歌山县堆积达20cm以上，甚至东北地方以及朝鲜半岛南部也有分布。

  - 小瀬田火山碎屑流（Ksd）：屋久島和種子島有厚达10m以上的火山碎屑流堆積层分布。根据其分布範围和鋯石推测，可能来自于鬼界火山[6]。
- 約14万年前
  - 小アビ山火山碎屑流（Kab）：分布在硫黄島和竹島的流紋岩質火山碎屑流。竹島厚20-100m，硫黄島厚数米-50m，喷发等级可能达到VEI-7。最下層有浮石下落層，下部的火山碎屑流堆積物溶結严重。
- 約9万5000年前
  - 長瀬火山碎屑流：包含浮岩的流紋岩質的火山碎屑流堆積物。含有大量非溶結的火山灰。
  - 鬼界葛原火山灰（K-Tz）：長瀬火山碎屑流卷起形成的同熔结凝灰岩火山灰。从九州地方到關東地方都有分布，与長瀬火山碎屑流合计总体積約150km3（138km3 DRE。DRE：致密岩石当量）。
- 約1万6000-9000年前
  - 籠港降下火山灰组（K-Ko）：由玄武岩到安山岩質的溶岩构成的下落浮石、火山渣群。推测为武尔卡诺型火山喷发形成的。硫黄島全体厚约40m。
- 約9000-7300年前
  - 長浜溶岩流（NGH）：构成硫黄島西部平坦部的流紋岩質溶岩流（日语：溶岩流）、从海平面开始層厚达80m以上。下部有发达的垂直、粗大、不规则的柱狀節理。
- 約7,300年前（经校正）
  - 船倉（幸屋）落下浮石（K-KyP）：体積約20km3（12.8km3 DRE)。
  - 船倉火山碎屑流
  - 竹島（幸屋）火山碎屑流（K-Ky）：体積約50km3，其特征为分布广而薄。这种分布特征的火山碎屑流被称为low-aspect ratio pyroclastic flow，类似的还有如阿蘇4-鳥栖火山碎屑流、陶波火山碎屑流等[7]。
  - 鬼界アカホヤ火山灰（日语：鬼界アカホヤ火山灰）（K-Ah）：幸屋火山碎屑流同熔结凝灰岩空落相沉积。体積在100km3以上（与幸屋火砕流合计在84km3 DRE以上）。日本国内广泛分布在宮城縣以南[8]。有报告称已在種子島、屋久島确认多次与火山喷发同时发生的地震的痕迹[9]。
  - 合計总体積約170km3以上（96.8km3 DRE）[注 1][10][2]。
- 約7300年前以后（后破火山口火山）
  - 約6000年前-現在
    - 硫黄岳火山：由流紋岩質的火山穹丘群构成的多次形成火山。

  - 約3900-3200年前
    - 稲村岳火山：虽然长得像单次形成的火山渣錐，但实际上是由玄武岩質的火山渣錐、溶岩流构成的複式火山。

## 有史以来的火山活動
- 1934年-1935年：硫黄島以东約2km处海底噴火，形成了直径約300m、標高約50m的昭和硫黄島（日语：昭和硫黄島）。
- 1936年和1988年：观测到薩摩硫黄島的硫黄岳的喷发柱。
- 1999年-2004年：薩摩硫黄島的硫黄岳断断续续的噴火。

## 調査研究史
昭和初期，地质学家松本唯一在附近岛屿调查时指出，此地存在巨大的破火山口，并以鬼界島命名为鬼界火山。1943年，学术界提议将其命名为鬼界破火山口。1976年证实，被称为アカホヤ的地层源于这个破火山口。
2016年至2017年进行的海底调查结果显示，海底存在一个直径约10km、高度约600m、体积约30km3的巨大火山穹丘，并且活跃的喷发活动仍在持续。
2018年，杰尼斯的演员兼歌手瀧澤秀明与神户大学海底探索中心合作进行了一次水下地形调查，揭示了世界上最大级的巨型火山穹丘的结构。泷泽秀明在海洋潜水时收集的岩石分析表明，鬼界破火山口正下方的岩浆有可能成为巨大破火山口的源头并喷发。一同进行调查的NHK为其制作了名为滝沢秀明の火山探検紀行　巨大カルデラの謎に迫る的纪录片，并在英国自然网络杂志上发表的一篇论文中署名。。
日本海洋研究开发机构（JAMSTEC）的广域海底研究船“かいめい”号于 2021 年投入使用，能够比神户大学的训练船“深江丸”号探索更深的海底结构。。

## 日本地质公园
2015年9月4日，三島村、鬼界破火山口地质公园认定为「日本地质公园」。

## 脚注

### 引用
1. ↑  . www.jamstec.go.jp.   [2022-02-15]. （原始内容存档于2023-04-16）.
2. 1 2 3 4  「鬼界カルデラに特大の溶岩ドーム 超巨大噴火後に形成か （页面存档备份，存于）」朝日新聞デジタル（2017年3月31日）2020年8月18日閲覧
3. 1 2 3 4  「海底巨大火山 浮かぶ全貌／鬼界カルデラ、マグマを調査 （页面存档备份，存于）」『日本経済新聞』朝刊2020年8月6日（サイエンス面）2020年8月18日閲覧
4. ↑  山田昌樹、藤野滋弘、王宇晨、楠本聡、前野深、佐竹健治.  (PDF). 歴史地震 (歴史地震研究会). 2020, (35): 276  [2021-10-31]. （原始内容存档 (PDF)于2022-01-15）.
5. ↑  
巽好幸; 鈴木桂子; 松野哲男; 市原寛; 島伸和; 清杉康司; 中岡玲奈; 中東和夫; 滝沢秀明; 林和輝; 千葉達朗; 清水賢; 佐野守; 井和丸光; 両角春寿; 杉岡裕子; 山本揚二朗. . Nature Scientific Reports. (Nature Publishing Group). 2018-02-09, 8 (1): 1–9  [2018-02-09]. doi:10.1038/s41598-018-21066-w.
6. 1 2  伊藤ほか. . 第122年学術大会（2015長野）セッションID:R3-O-4 (日本地質学会). 2015  [2017-05-08]. doi:10.14863/geosocabst.2015.0_107.
7. ↑  藤原誠; 鈴木桂子. . 火山. 2013, 58 (4): 489–498. doi:10.18940/kazan.58.4_489.
8. ↑  町田洋, 新井房夫. . 第四紀研究 (日本第四紀学会). 1978, 17 (3): 143–163. ISSN 0418-2642. doi:10.4116/jaqua.17.143.
9. ↑  成尾英仁, 小林哲夫. . 第四紀研究 (日本第四紀学会). 2002-08, 41 (4): 287–299. ISSN 0418-2642. doi:10.4116/jaqua.41.287.
10. ↑  . 火山についてのQ&A集. 特定非営利活動法人日本火山学会.   [2007-05-18]. （原始内容存档于2016-03-04）.
11. ↑  「鹿児島湾の特異性」『九州山岳 第2号』
12. ↑  藤本雅太郎. . 熊本地学会誌 (熊本大学). 2007, 146: 2–8. ISSN 0389-1631.
13. ↑  『火山灰は語る』「Ⅳ 富士テフラの間から発掘された九州の巨大噴火」163頁-208頁
14. ↑  .   [2023-10-05]. （原始内容存档于2023-04-18）.
15. ↑  .   [2023-10-05]. （原始内容存档于2022-07-24）.
16. ↑  .   [2023-10-05]. （原始内容存档于2023-07-17）.
17. ↑  巨大海底火山「鬼界カルデラ」の過去と現在 （页面存档备份，存于）（海洋研究開発機構 2022/04/28）
18. ↑  . 47NEWS (時事通信社). 2015-09-04  [2015-09-05]. （原始内容存档于2015-09-13）.
19. ↑  . 『読売新聞』. 2015-09-05  [2015-09-05].[]

## 外部連結
- 気象庁 薩摩硫黄島情報ページ （页面存档备份，存于）
- 産業技術総合研究所 火山研究解説集：薩摩硫黄島 （页面存档备份，存于）
- GO! MISHIMA 三島村・鬼界カルデラジオパーク （页面存档备份，存于）

30°47′N 130°19′E / 30.79°N 130.31°E